# Klattia flava
Klattia flava (G.J.Lewis) Goldblatt, és una espècie planta que pertany a la família de les iridàcies. És endèmica de Sud-àfrica a la província del Cap Occidental.

## Descripció
Klattia flava és un arbust perenne que fa entre 0,9 a 1,3 metres. Les seves fulles són en forma de ventall, dures i en forma d'espasa a les puntes de les branques. Quan floreix, porta raïms de flors grogues en forma de raspall entre bràctees de color vermell brillant. Creix a una altitud dels 800 als 1200 msnm, restringit a filtracions i barrancs o prop de rierols on són freqüents els núvols d'estiu i les precipitacions.

## Taxonomia
Klattia flava va ser descrita per (G.J.Lewis) Goldblatt i publicat a The Woody Iridaceae: Nivenia, Klattia & Witsenia: Systematics, Biology & Evolution 108. 1993.
Etimologia
Klattia : nom genèric prové del botànic alemany Friedrich Wilhelm Klatt.
flava: epítet llatí que significa groc, ros.
Sinonímia
- Klattia partita var. flava G.J. Lewis[2]